# Doris Dowling
Doris Dowling (15 de mayo de 1923 – 18 de junio de 2004) fue una actriz cinematográfica estadounidense.

## Biografía
Nacida en Detroit, Míchigan, trabajó como corista en Broadway y siguió a su hermana mayor, la actriz Constance Dowling a Hollywood. Su primer papel reflejado en los créditos fue el de Gloria, junto a Ray Milland en el clásico de 1945 The Lost Weekend (Días sin huella).
A este título siguió el filme ganador del Oscar a la mejor película The Blue Dahlia (La dalia azul), protagonizada por Alan Ladd (a pesar de que ella era claramente más alta que él) y Veronica Lake. Sin embargo, tras la Segunda Guerra Mundial el trabajo se hizo más escaso y la actriz emigró a Italia a fin de reavivar su carrera, al igual que había hecho su hermana.  
En Italia Dowling trabajó en varias películas de éxito, entre ellas Arroz amargo. También actuó en 1952 en la producción realizada en Europa por Orson Welles Otelo, en el papel de Bianca. Tras su vuelta a los Estados Unidos gran parte de su trabajo lo hizo en el teatro y la televisión. Intervino en producciones televisivas muy conocidas, como Alfred Hitchcock presenta, Bonanza, Perry Mason, The Andy Griffith Show y, al final de su carrera, El Increíble Hulk, Kojak y finalmente, Los Dukes de Hazzard en 1984.

También intervino en el filme de horror de culto realizado en 1977 The Car.
En 1973 Dowling compartió un premio Outer Critics Circle por su actuación en una reposición de la obra The Women en Broadway.  
Dowling estuvo casada en tres ocasiones. La primera con el músico Artie Shaw, con quien tuvo un hijo, Jonathan Shaw, escritor y artista del tatuaje. Sus otros maridos fueron Robert F. Blumofe (1956 - 1959)  y el productor Leonard B. Kaufman (1960 - 2004). El último matrimonio duró hasta el fallecimiento de ella en 2004 en Los Ángeles, California, por causas naturales. Fue inhumada en el Cementerio de Holy Cross, California.